# Arlecchino pensoso
Arlecchino pensoso è un dipinto a olio su tela realizzato nel 1901 dal pittore spagnolo Pablo Picasso. L'opera è conservata al Metropolitan Museum of Art di New York.
In questo quadro si può notare come il colore blu acquisti sempre maggiore rilevanza nelle opere picassiane, tanto da divenire predominante su tutti gli altri, e quale importanza abbiano i personaggi del circo per l'artista, che li ripropone costantemente.
Lo stile fa parte del cosiddetto Periodo Blu: si tratta di un periodo artistico strettamente legato all’artista Picasso e che precede il movimento cubista subito successivo. 